# Mel (Vorname)
Mel ist ein Unisex-Vorname aus dem anglo-amerikanischen Sprachraum. 

## Herkunft und Bedeutung
Mel ist eine Kurzform von Vornamen, die mit der Silbe „Mel“ beginnen, wie zum Beispiel Melanie, Melissa oder Melvin

## Namensträger
- Mel B (* 1975), englische Sängerin, ehemaliges Mitglied der Spice Girls
- Mel Blanc (1908–1989), US-amerikanischer Hörspiel- und Synchronsprecher
- Mel Brooks (* 1926),  US-amerikanischer Komiker, Schauspieler, Regisseur, Theaterproduzent und Drehbuchautor
- Mel C (* 1974), englische Sängerin, ehemaliges Mitglied der Spice Girls
- Mel Carter (* 1939), US-amerikanischer Pop- und Soulsänger sowie Schauspieler
- Mel Ferrer (1917–2008), US-amerikanischer Schauspieler, Regisseur, Autor, Filmproduzent und Showmanager
- Mel Gibson (* 1956), US-amerikanischer Schauspieler, Filmregisseur und Produzent
- Mel Harris (* 1956), US-amerikanische Schauspielerin
- Mel Lastman (1933–2021), kanadischer Politiker
- Mel Martin (* 1947), US-amerikanischer Jazzmusiker
- Mel McDaniel (1942–2011), US-amerikanischer Country-Sänger und -Songwriter
- Mel Ott (1909–1958), US-amerikanischer Baseballspieler
- Mel Smith (1952–2013), britischer Autor, Komiker, Schauspieler, Produzent und Regisseur
- Mel Tillis (1932–2017), US-amerikanischer Country-Sänger und -Songwriter
- Mel Tormé (1925–1999), US-amerikanischer Sänger, Schlagzeuger, Komponist, Arrangeur und Schauspieler
- Mel White (* 1940), US-amerikanischer Theologe